# Contea di Chunhua
La contea di Chunhua (淳化县S, Chúnhuà XiànP) è una contea della Cina, situata nella provincia dello Shaanxi e amministrata dalla prefettura di Xianyang.